# Озёрное (Бурабайский район)
Озёрное (каз. Озёрное) — село в Бурабайском районе Акмолинской области Казахстана. Входит в состав Абылайханского сельского округа. Код КАТО — 117033800.

## География
Село расположено в центральной части района, на расстоянии примерно 7 километров (по прямой) к северо-западу от административного центра района — города Щучинск, в 25 километрах к югу от административного центра сельского округа — села Кызылагаш.
Абсолютная высота — 354 метров над уровнем моря.
Ближайшие населённые пункты: город Щучинск — на юго-востоке, аул Баянбай — на северо-западе.
Близ села проходит Трансказахстанская железнодорожная магистраль.

## Население
В 1989 году население села составляло 251 человек (из них казахи — 34%, русские — 32%).
В 1999 году население села составляло 336 человек (174 мужчины и 162 женщины). По данным переписи 2009 года, в селе проживало 225 человек (117 мужчин и 108 женщин).
| Численность населения | Численность населения | Численность населения |
| 1989                  | 1999                  | 2009                  |
| --------------------- | --------------------- | --------------------- |
| 251                   | ↗336                  | ↘225                  |

## Улицы[5]
- ул. Бейбитшилик
- ул. Достык
- ул. Жагалау
- ул. Орталык

Решением акима Абылайханского сельского округа Бурабайского района Акмолинской области от 19 октября 2018 года № 6 «О переименовании улиц населенных пунктов Абылайханского сельского округа Бурабайского района Акмолинской области», зарегистрированное Департаментом юстиции Акмолинской области 9 ноября 2018 года № 6829 — в селе Акылбай были переименованы все улицы.